# Андреа Гласс
Андреа Гласс (нім. Andrea Glass; нар. 17 липня 1976) — колишня німецька тенісистка.
Найвищу одиночну позицію світового рейтингу — 53 місце досягла 1 лютого 1999, парну — 85 місце — 20 листопада 2000 року.
Здобула 3 парні титули туру ITF.
Найвищим досягненням на турнірах Великого шолома було 3 коло в одиночному розряді.
Завершила кар'єру 2003 року.

## Фінали ITF

### Одиночний розряд (0–4)
| Легенда         |
| --------------- |
| $75,000 турніри |
| турніри $25,000 |
| турніри $10,000 |

| Результат | Ранг | Дата           | Турнір                 | Покриття | Суперниця         | Рахунок       |
| --------- | ---- | -------------- | ---------------------- | -------- | ----------------- | ------------- |
| Поразка   | 1.   | 2 вересня 1991 | Бад-Наугайм, Німеччина | Ґрунт    | Ева-Марія Шюргофф | 2–6, 1–6      |
| Поразка   | 2.   | 11 червня 1995 | Новий Сад, Сербія      | Ґрунт    | Татьяна Єчменіца  | 6–7(4–6), 1–6 |
| Поразка   | 3.   | 31 липня 1995  | Бразиліа, Бразилія     | Ґрунт    | Марія Венто-Кабчі | 2–6, 7–5, 4–6 |
| Поразка   | 4.   | 13 грудня 1998 | Калі (місто), Колумбія | Ґрунт    | Фабіола Сулуага   | 1–6, 1–6      |

### Парний розряд (3–1)
| Результат | Ранг | Дата           | Турнір                            | Покриття | Партнерка         | Суперниці                       | Рахунок       |
| --------- | ---- | -------------- | --------------------------------- | -------- | ----------------- | ------------------------------- | ------------- |
| Поразка   | 1.   | 9 липня 2000   | Штутгарт, Німеччина               | Ґрунт    | Ясмін Вер         | Віраг Чурго Ева Мартінцова      | 2–6, 6–2, 4–6 |
| Перемога  | 2.   | 24 червня 2002 | Бостад, Швеція                    | Ґрунт    | Домініка Лузарова | Ніколь Сьюелл Саманта Стосур    | 6–4, 6–1      |
| Перемога  | 3.   | 8 липня 2002   | Дармштадт, Німеччина              | Ґрунт    | Кірстін Фрає      | Ева Бірнерова Домініка Лузарова | 7–5, 6–2      |
| Перемога  | 4.   | 5 серпня 2002  | Гехінген (Цоллернальб), Німеччина | Ґрунт    | Ясмін Вер         | Лідія Штайнбах Шеллі Стефенс    | 6–4, 7–5      |